# Švamberk
Švamberk (též Krasíkov, německy Schwamberg, též Schwanberg) je zřícenina hradu nad dvorem Krasíkov u Kokašic v okrese Tachov v Plzeňském kraji. Zřícenina gotického hradu stojí na vrchu Krasíkov v nadmořské výšce 636 metrů nad říčkou Hadovkou asi tři kilometry západně od Konstantinových Lázní. Od roku 1964 je chráněna jako kulturní památka.
Hrad založili páni ze Švamberka ve druhé polovině třináctého století. Jejich rodu patřil, s výjimkou let 1544–1569, až do svého zániku v době na konci třicetileté války. Roku 1421 jej dobyl Jan Žižka z Trocnova, který zde zajal Bohuslava ze Švamberka. Během následujícího roku byl hrad obsazený husitskou posádkou dvakrát neúspěšně obléhán Bohuslavovým bratrem Hynkem Krušinou, který jej nakonec od husitů vykoupil. Roku 1443 hrad vyhořel, ale Hynek Krušina ho brzy opravil. Další požár hrad zničil v roce 1644 a jeho zbytky o tři roky později nakrátko obsadila švédská posádka. Na předhradí byl sice postaven kostel svaté Máří Magdaleny, ale samotný hrad už nebyl obnoven, a hradní zdivo sloužilo jako zdroj stavebního materiálu pro stavby v okolí.

## Historie
Místo, na kterém hrad stojí, bylo osídleno už v pravěku. Osídlení z pozdní doby halštatské dokládají nálezy získané při výkopu pro elektrické vedení z roku 2007.

### Založení hradu
Hrad byl založen ve druhé polovině třináctého století Ratmírem ze Skviřína, který jej podle dobové módy pojmenoval Švamberk (z německého slova Schwanberg neboli Labutí hora). První písemná zmínka o hradu se snad nachází v seznamu svědků na listině z roku 1252, mezi nimiž je uveden Radmirus de Sriniberk, který byl pravděpodobně totožný z Rarmírem ze Skviřína, purkrabím na Přimdě. Jiná listina z roku 1254 zmiňuje Jana „de Swambergk“, který byl převorem strakonických johanitů.

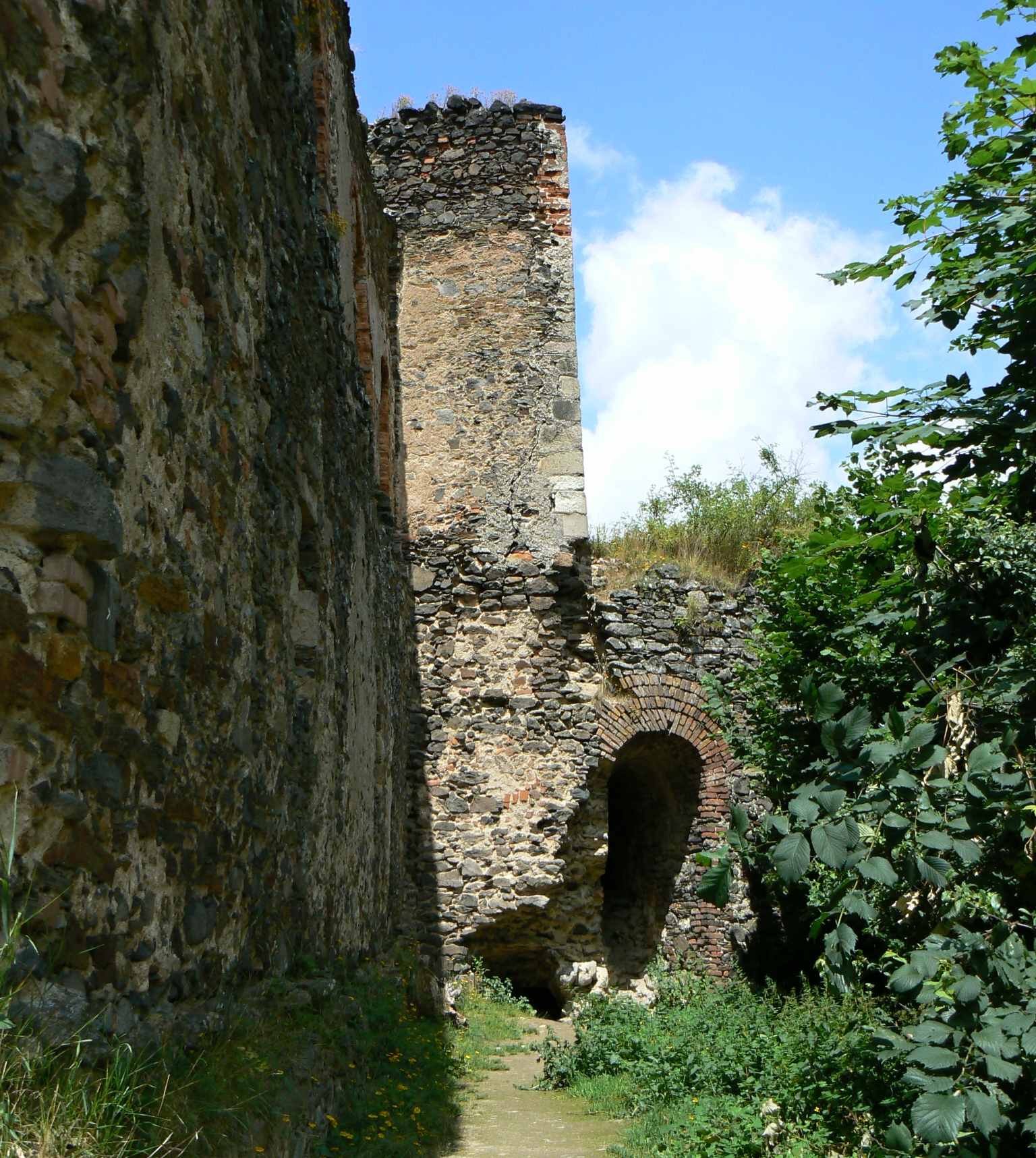
Zřícenina paláce s torzem bergfritu

Ratmír měl nejspíše bratra Bohuslava, který v letech 1272–1275 také zastával úřad purkrabího na Přimdě, ale Bohuslav z Boru zmiňovaný v roce 1286 už byl jeho synem. Bohuslav z Boru měl syny Racka (Ratmíra) a Buška (Bohuslava II.), který byl připomínán ještě roku 1330 a který vlastnil i borské panství. V té době se rod pánů ze Švamberka rozdělil do několika větví.

### Čtrnácté století
Na počátku čtrnáctého století byl pánem hradu Bohuslav II. ze Švamberka. Roku 1310 se stal členem poselstva k Jindřichovi Lucemburskému, který se měl stát českým králem. V roce 1342 věnoval řádu augustiniánů ves Lomy s dalším majetkem, přičemž byl poprvé výslovně zmíněn hrad Švamberk s kaplí svatého Jiří na předhradí.
Po Bohuslavově smrti po roce 1342 panství přešlo na jeho stejnojmenného syna Bohuslava III. ze Švamberka. Ten zastával významné úřady, mimo jiné byl nejvyšším zemským komorníkem, a výrazně rozšířil rodový majetek. Roku 1379 zaplatil za panství Krasíkov, Bor a další majetek královskou berni ve výši 88 a půl hřivny (přes 20 kg) stříbra, což z něj dělalo nejbohatšího šlechtice v Plzeňském kraji. Měl syny Ratmíra, Buška, Bohuslava V. a Jana. Ratmír se brzy osamostatnil a získal část Osvračína a Netřeb, který později vyměnil za Třebel. Bohuslav III. zemřel někdy na přelomu let 1379 a 1380. Jeho majetek potom za další nezletilé syny spravovala vdova Anna.
Pro Jana byla určena církevní dráha, ale Bušek s Bohuslavem V. drželi hrad společně. Bušek zastával úřady vyšehradského purkrabího (1388) a chebského fojta (1394–1395) a Bohuslav byl mezi lety 1390–1402 zemským sudím. Společně roku 1394, nejspíše v rámci sporů šlechty s králem Václavem IV., přepadli a vyloupili Toužim a roku 1395 u Tachova zajali poselstvo, které se vracelo od krále do Štrasburku. V té době zemřel pravděpodobně bezdětný Bušek. Bohuslav zemřel v roce 1402 a správy majetku se za jeho nezletilé syny ujal bratr Jan, který se vzdal církevní kariéry. Roku 1409 nebo 1410 byl na přímý rozkaz krále popraven stětím, protože se nejspíše podílel na přípravě povstání.

### Patnácté století
Bohuslav V. měl syny Bohuslava VI., Hynka Krušinu a Jana, jejichž poručníky se stali Jan Hanovec ze Švamberka a Půta ze Skály. Nejstarší z nich Bohuslav byl již roku 1411 dospělý a spolu s bratry se za popravu strýce bouřil proti panovníkovi. Roku 1413 byli u zemského soudu odsouzeni k zaplacení škody způsobené na slavickém panství, ale rozhodnutí soudu se odmítli podrobit. Ještě téhož roku Švamberk oblehlo královské vojsko, ale výsledek obléhání není znám. Jejich spor byl urovnán až roku 1414. O rok později se Bohuslav společně s Janem z Lestkova stali správci Plzeňského kraji, jejichž úkolem bylo zajišťovat pokoj a pořádek. Za tímto účelem zřídili plzeňský landfrýd, jehož členům roku 1420 Zikmund Lucemburský povolil, aby si ponechávali statky nepřátel. Tím se začaly zlepšovat rodové majetkové poměry, protože předtím byli bratři, stejně jako jejich otec, nuceni z finančních důvodů rozprodávat vzdálenější statky.
Jan ze Švamberka zemřel někdy po roce 1414. Zbývající bratři se během husitských válek stali čelnými představiteli katolíků. Bohuslav roku 1419 velel v bitvě u Nekmíře, kde byl poražen Janem Žižkou z Trocnova. V roce 1420 ovládl Plzeň a dobyl Zelenou horu, kde se shromáždili husité vedení Mikulášem z Husi. Za své služby dostal majetek zničeného nepomuckého kláštera a manětínské komendy.
Na začátku roku 1421 zahájil Jan Žižka tažení do západních Čech, při němž mimi jiné obsadil prázdný klášter v Kladrubech, jehož hejtmanem se stal Petr Zmrzlík starší ze Svojšína. Jan Žižka potom pokračoval ke Stříbru, ale sotva začal s obléháním města, dozvěděl se, že na Švamberk přijel Bohuslav s malou družinou. Okamžitě Stříbro opustil a oblehl Švamberk. Už během prvního dne táborité dobyli skalní výběžek před hradem a když druhého dne obsadili věž a most, rozhodl Bohuslav, že se vzdá. Vzhledem ke špatnému vztahu s Janem Žižkou však nechal poslat pro Petra Zmrzlíka ze Svojšína, který dohodl, že hradní posádka s purkrabím Anchou z Veselého opustí hrad. Samotný Bohuslav nejspíš na Švamberku zůstal jako vězeň až do Zmrzlíkovi smrti, po níž byl převezen na Příběnice. Několik měsíců zde čekal, zda za něj král Zikmund nezaplatí výkupné, ale nakonec se přidal ke kališníkům, a stal se husitským hejtmanem.
Bohuslavovo místo v plzeňském landfrýdu zaujal mladší bratr Hynek Krušina. Husité na hradě zanechali silnou posádku, kterou ještě téhož roku Hynek Krušina oblehl. Posádce pomohl opět Jan Žižka, který na hrad dopravil zásoby. Jindřich Plavenský se svými jezdce sice přiměl Jana Žižku k ústupu, ale dobýt hrad se Hynku Krušinovi nepodařilo ani na druhý pokus učiněný roku 1422. Mezitím zřejmě sídlil v Manětíně, ale s přispěním císaře Zikmunda se rozhodl Švamberk vykoupit za částku 700 kop grošů. Kdy přesně k výplatě došlo není jisté, ale roku 1424 už Švamberk ovládal. Bohuslav ze Švamberka zemřel roku 1425 při obléhání rakouského města Retz. Hynek zůstal oporou katolíků a v letech 1431 a 1434 podporoval husity obléhanou Plzeň. Jako krajský hejtman roku 1441 dobyl hrad Skálu a jeho loupeživou posádku nechal oběsit.
V listopadu 1443 na Švamberku vypukl v komnatách Markéty z Plavna, Hynkovy manželky, požár. Oheň se rychle rozšířil a s výjimkou zásob potravin a zbrojnice zničil celý hrad. Škoda dosáhla výše 500 kop grošů. Hynek Krušina se i s rodinou přestěhoval na nově postavenou Zelenou horu, kterou ovládal od roku 1434. Švamberk byl po požáru zřejmě opraven, protože 27. října 1454 byl vysvěcen oltář v nové hradní kapli. Stará kaple od té doby sloužila jen jako skladiště. Hynek Krušina brzy poté zemřel, a jeho majetek zdědil Bohuslav VII. Krušina ze Švamberka.
Bohuslav VII. se roku 1452 oženil s Ludmilou, dcerou Oldřicha II. z Rožmberka. Prodal Zelenou horu, ale roku 1465 se na ní zúčastnil založení Jednoty zelenohorské. Roku 1473 koupil od Rožmberků za 13 000 kop grošů Milevsko a hrad Zvíkov, který se stal hlavním rodovým sídlem. Od roku 1476 Bohuslav Krušina ve službách krále Matyáše Korvína zastával funkci nejvyššího hejtmana, ale když odmítl postoupit mu některé ze svých hradů, pozval jej Matyáš na jednání do Českých Budějovic, kde jej hned po příjezdu zajal a nechal odvézt do Uher.
Bohuslavův syn Hynek se proto dohodl s králem Vladislavem, a obsadil hrady Zvíkov, Švamberk, Bor a hrady Rožmberků vojenskými posádkami. Mezitím veřejné mínění donutilo Matyáše Korvína, aby Bohuslava propustil, a ten se hned po návratu postavil na stranu krále Vladislava. I nadále sídlil na Zvíkově a na sklonku života v Boru. Na Švamberku zůstávali úředníci.

### Šestnácté století
Když Bohuslav Krušina roku 1490 zemřel, zůstal na živu jediný jeho syn Jindřich ze Švamberka, který se stal dědicem obrovského rodového majetku. Část z něj sice použil na vyrovnání nároků synovců (synů svého bratra Hynka), ale sám zůstal na Zvíkově a ponechal si také Švamberk a Kestřany. Přestože jeho hlavním sídlem zůstal Zvíkov, nechal v letech 1510–1513 pozdně goticky přestavět i Švamberk. V uvedených letech byla hloubena nová studna, jejíž hloubka měla být okolo devadesáti metrů, a postaven nový palác.
Bezdětný Jindřich zemřel roku 1523 a podle jeho tři roky staré závěti majetek zdědil synovec Kryštof I. ze Švamberka. Za něj vypukly roku 1525 v okolí Švamberka nepokoje mezi sedláky, kterým vadily vzrůstající robotní povinnosti. Nejvyšší pražský purkrabí Zdeněk Lev z Rožmitálu proto Kryštofa nabádal, aby nechal hrad dobře střežit. O čtyři roky později nechal uspořádat rozsáhlý listinný archív uložený na hradě, ale písař Jan z Mirovic se omlouval, že některé z listin jsou tak staré a zetlelé, že je nejde přečíst. Od roku 1528 na hradě probíhaly nejspíše renesanční úpravy, které vedl plzeňský stavitel Jan Holý. Kamenické prvky z této přestavby jsou použity v řadě staveb na zřícenině i jejím okolí.

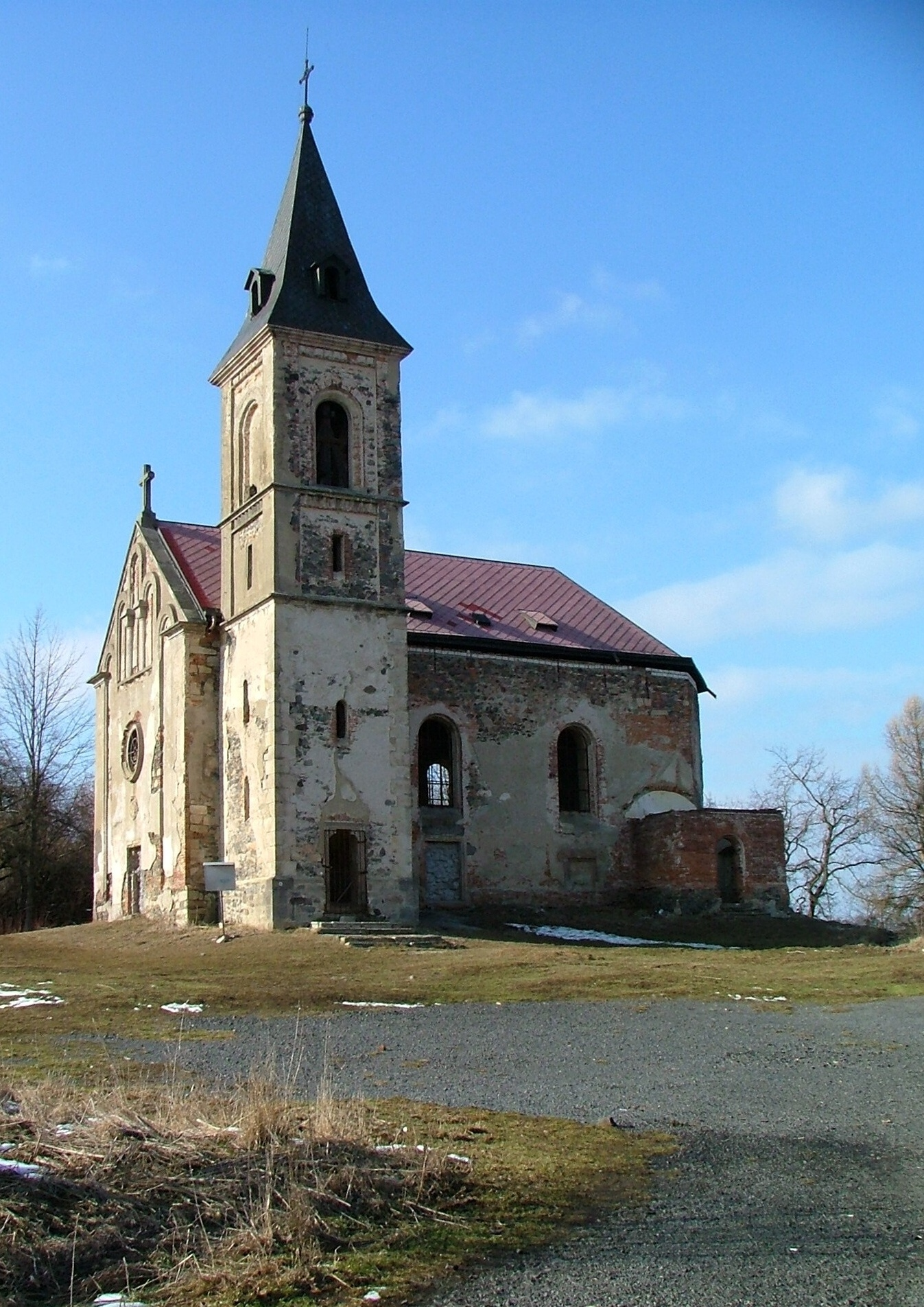
Kostel svaté Máří Magdaleny

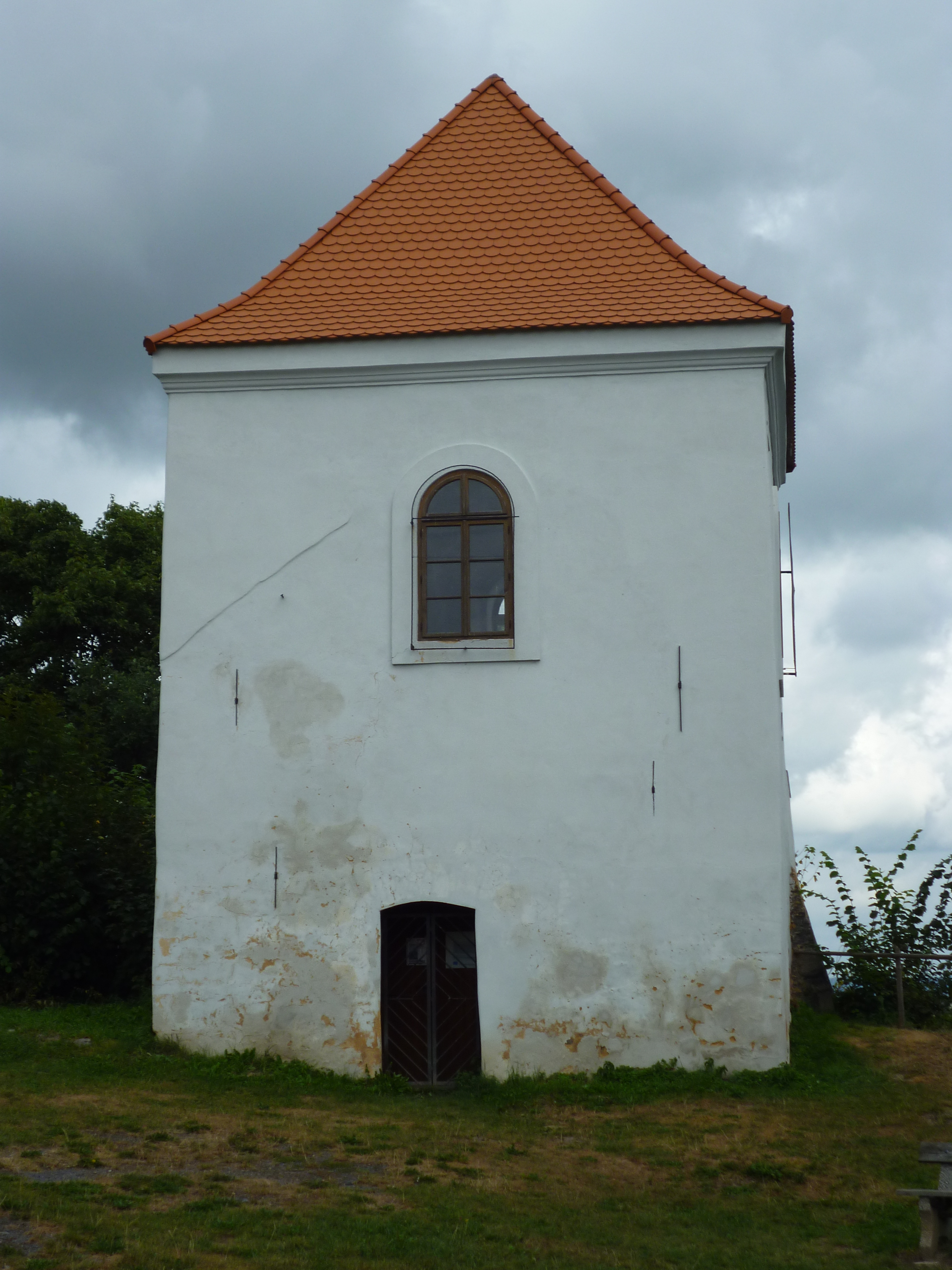
Barokní zvonice na předhradí

Kryštof ze Švamberka zemřel 9. ledna 1534 přímo na Švamberku, když v jeho okolních lesích chystal velkou štvanici. Majetek potom spravoval nejstarší syn Jindřich III. starší ze Švamberka, ale roku 1540 se o něj se zbývajícími pěti bratry rozdělil, a Švamberk připadl Ratmírovi ze Švamberka. Ten však švamberské panství o čtyři roky později vyměnil za polovinu Zvikova, na který se odstěhoval a roku 1546 na něm zemřel. Jindřich mezitím Švamberk dne 10. října 1544 prodal Volfgangovi mladšímu Krajíři z Krajku na Točníku za 28 000 kop míšeňských grošů. K panství tehdy patřil Lestkov, Manětín, Kokašice, Lomy, Domaslav, Milkov, Pačín, Kamýk, Dolní a Horní Polžice, Světec, Žernovník, Dolní Jamné, Kejšovice, Pláň, Trhomné, Krsy, Blažim, Ostrov, Poloučany, Chudeč, Chlum, Domašín, Doubravice, Brdo, Lipí, Vísky a části Horních Kozolup, Nové Vsi a Lukové.
Volfgang sídlil na Švamberku, ale za účast na stavovském povstání roku 1547 musel panství postoupit králi Ferdinandovi I. Král rok poté zámek vyměnil za jiný majetek s Jeronýmem Šlikem z Holíče. Po jeho smrti v roce 1556 panství zdědil nejmladší syn Šebestián Šlik. Z finančních důvodů nejprve odprodal Manětín, ale roku 1569 musel prodat celé panství. Kupci se stali bratři Jindřich, Zdeněk a Jáchym ze Švamberka, kteří za něj zaplatili 37 300 kop míšeňských grošů.
Bratři patřili k rodové větvi, jejímž předkem byl Jan ze Švamberka popravený roku 1409. Když se o majetek rozdělili, Švamberk připadl nejmladšímu Jáchymovi. Oženil se s Anežkou Šlikovou, se kterou měli syny Jiřího Petra, Jana Šebestiána a Arnošta Kašpara. Ve druhém manželství se Sibilou Šlikovou, se mu narodil další syn. Jáchym ještě předtím roku 1574 zemřel, a byl pochován se svou první manželkou v rodinné hrobce na Švamberku.

### Sedmnácté století
Jáchymovi bratři Zdeněk a Jindřich se stali poručníky svých nedospělých synovců. Když děti dospěly, majitelem Švamberka se stal Jiří Petr ze Švamberka. Zemřel v roce 1608 a zanechal po sobě nezletilé děti Jana Bedřicha, Jana Šebestiána a Annu Marii, za které majetek spravoval strýc Jan Šebestián ze Švamberka na Třebeli. Když roku 1615 zemřel, poručnicí obou bratrů se stala nejstarší Anna Marie ze Švamberka. Zemřela o čtyři roky později ve 28 letech. Jan Šebestián zemřel v roce 1624, a celé panství zdědil Jan Bedřich ze Švamberka. V malé míře se nejspíše zúčastnil stavovského povstání, protože musel zaplatit pokutu 1 200 rýnských zlatých.
Brzy po bitvě na Bílé hoře Švamberk alespoň částečně vyplenily císařské oddíly. Roku 1639 v kraji hrozilo nebezpečí od švédské armády, a proto Jan Bedřich na hradě vydržoval posádku mušketýrů. Sám ale nejspíš sídlil v Trpístech. Dne 7. února 1644 na Švamberku začalo hořet. Požár údajně vznikl při pečení koblih, když se ženě hlásného vzňal rozpálený tuk. Podle popisu shořel celý zadní hrad, část předhradí i s kaplí. Podle některých zpráv však hrad vyhořel už dříve, protože už v hlášeních o pevných místech v kraji z listopadu a prosince 1643 je Švamberk označován jaké téměř celý spálený. Hrad byl po požáru provizorně zastřešen, ale obnoven už nikdy nebyl.
V srpnu 1646 Švamberk navíc obsadil švédský generál Carl Gustav Wrangel posádkou tří stovek jezdců, kteří plenili okolí. Proti nim vytáhl císařský plukovník Lanow, který 14. srpna lstí vylákal posádku z hradu a porazil ji. V následujícím roce byl na pokyn císaře Ferdinanda III. zbořen hrad Třebel, a Janu Bedřichovi tak z velkých sídel zůstaly pouze Bezdružice, ale i ty byly od roku 1646 zničeny Švédy. Sídlil proto v Trpístech. Roku 1654 nechal na Švamberku postavit novou kapli svaté Máří Magdaleny, jejímž základem se stala bývalá bašta. Na opravu zámku mu však chyběly peníze, a proto se rozhodl jej neopravovat a použít kámen ze zdí k opravě poplužního dvora pod hradem. Jan Bedřich ze Švamberka zemřel jako poslední člen své rodové větve dne 10. ledna 1659 a byl pohřben v jím založené kapli svaté Máří Magdaleny. Vdova Marie Magdalena poté panství prodala hraběti Janu Kryštofu Ferdinandovi z Heisenštejna.

## Stavební podoba

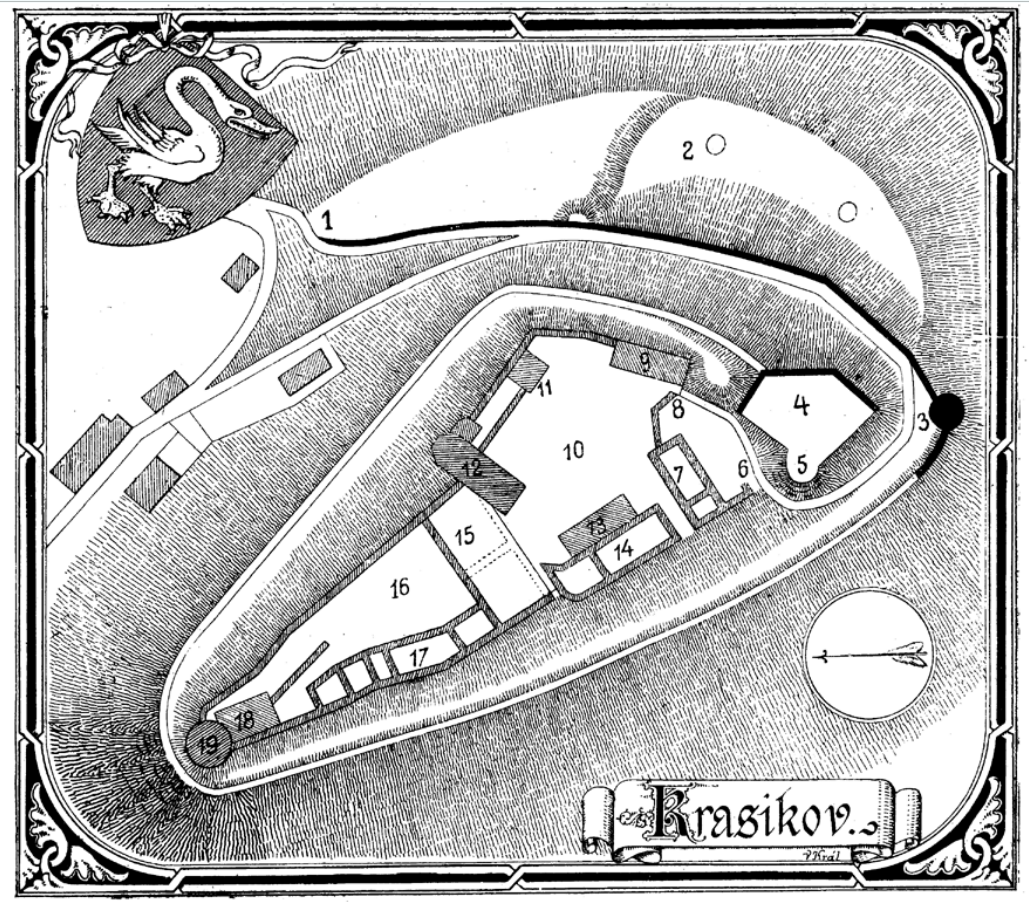
Půdorys hradu od Vojtěcha Krále z Dobré Vody publikovaný roku 1905

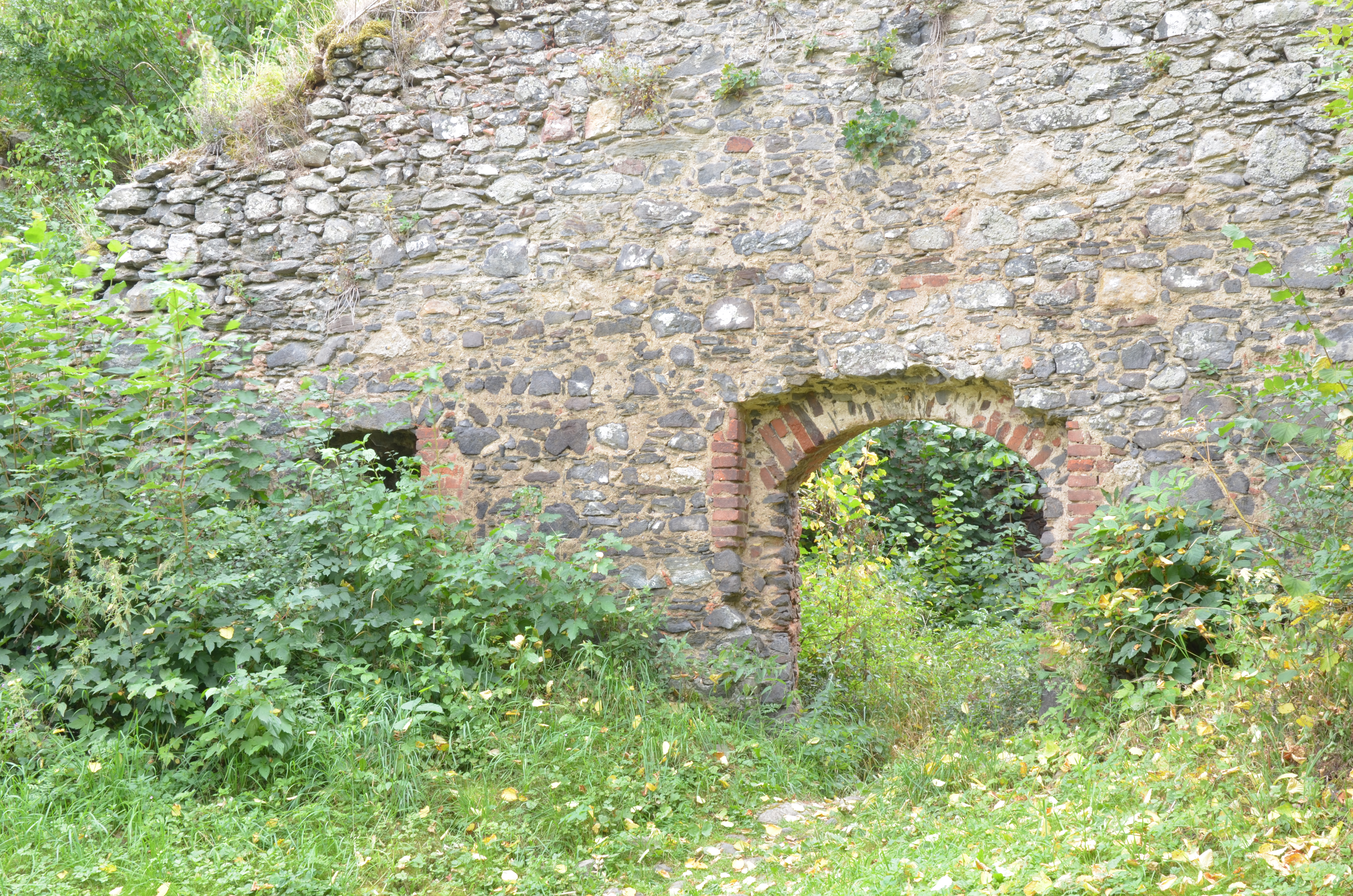
Pozůstatek hospodářské budovy považované za pivovar

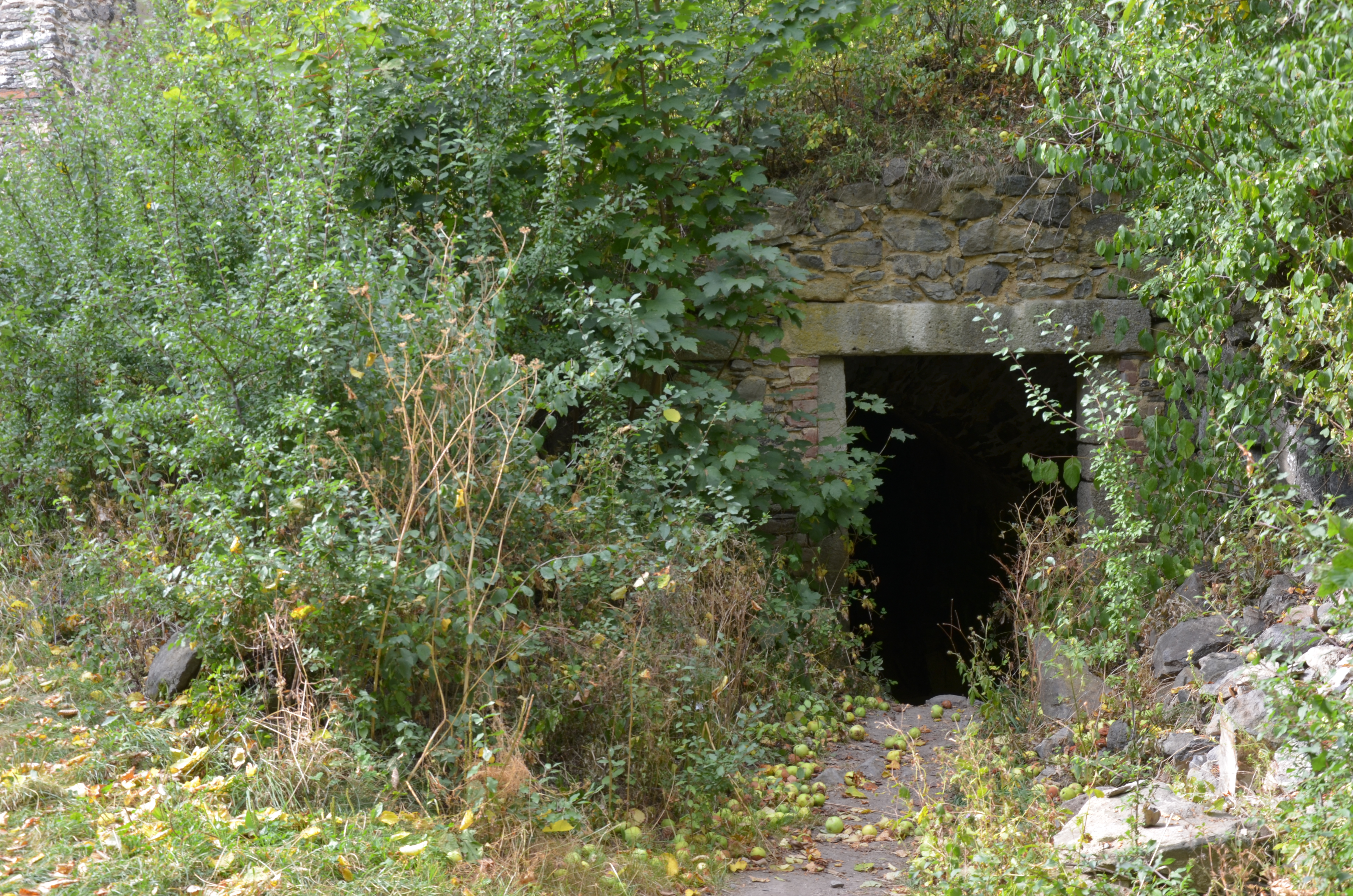
Vstup do sklepení pod palácem

V dochované podobě má zřícenina hradu dvoudílnou dispozici tvořenou předhradím a hradním jádrem. Přístupovou cestu, která stoupá úbočím kopce, chránil val a ve vyšších částech zeď. Kontrolu cesty umožňovala obdélná bašta, která vybíhala ze skalnatého útvaru zvaného Hřeben. V místech, kde cesta obtáčí Hřeben, je na plánu od Vojtěch Krále z roku 1905 zakreslena věžice, která zde však nejspíše nikdy nestála.
Většinu obvodu hradu obíhal val a příkop. Korunu valu nejspíše zesilovala zeď z nasucho kladených kamenů, ale z větší části zanikla při rozebírání hradu na stavební kámen. Přístupová cesta poté, co obešla Hřeben, vedla dvěma bránami do předhradí, jehož dominantou je barokní zvonice a kostel svaté Máří Magdaleny. Presbytář kostela je postavený na pozdně gotické dělostřelecké baště s dochovanými klíčovými střílnami. Kromě kostela v předhradí stojí torza několika hospodářských budov, z nichž nejzachovalejší bývá označována jako pivovar. Zřícenina budovy východně od pivovaru je pozůstatkem domu obývaného kdysi kostelníkem.
Předhradí mělo v první stavební fázi jen lehké opevnění. Za předhradím následuje šestnáct metrů široký a až šest metrů hluboký šíjový příkop, na jehož dně se nachází čedičový blok, který sloužil jako pilíř mostu. Do jádra se vstupovalo kulisovou bránou v 2,2 metru široké čelní zdi, před kterou se nacházel tři metry široký parkán. Podél západní strany jádra jsou patrné základy dlouhé budovy a další pravděpodobně stála na protější straně, ale původní nevelký podsklepený palác zaujal severozápadní část jádra. V severním cípu na skalnatém výběžku stojí torzo okrouhlého bergfritu, který zde netypicky stojí na nejlépe chráněném místě hradu. Do věže se vstupovalo po lávce z některého z vyšších pater paláce.
Jedinou písemně známou stavbou v předhradí z první poloviny čtrnáctého století je kaple svatého Jiří postavená před rokem 1342. Příkop, který původně chránil pouze jádro, byl přibližně ve stejné době prodloužen okolo předhradí a přístupy do starého šíjového příkopu byly uzavřeny zdmi. Vstup do předhradí tehdy umožňovala zaniklá věžovitá brána na jihovýchodní straně. Hřeben nejspíše v této době ještě nebyl součástí hradu a věžovitá brána je pravděpodobně věží zmiňovanou při dobývání hradu Janem Žižkou. Hřeben byl do opevnění začleněn až po zkušenostech z obléhání. Tehdy nejspíše vznikla nová přístupová cesta, kterou naproti Hřebenu zajistila nová brána a plošina s obrannou stavbou. Její rozměry byly asi 6 × 11 metrů, měla kamennou podezdívku a dřevěnou konstrukci. Vzhledem k dominantní poloze hradu však nebylo nutné budovat aktivní systém dělostřelecké obrany.
V první polovině šestnáctého století bylo hradní jádro přestavěno na zámek. Při tom musel být zrušen starý vstup a čelní hradbu prolomila přibližně uprostřed nová brána. Vpravo za ní stávala nejspíše nějaká věžovitá stavba s vnitřními rozměry 6 × 7 metrů. Podél obou bočních hradeb vznikly nové budovy, které snížily šířku bývalého nádvoří na pouhých šest metrů. Ve stejné době bylo opevnění východní strany zesíleno baštou, na které byl později postaven presbytář kostela.
V roce 2012 byla na zbytcích věže postavena ocelová vyhlídková plošina.

## Přístup
Úbočí hradního vrchu jsou chráněny jako přírodní památka Krasíkov s výskytem teplomilných společenstev. Ke hradu vede z Konstantinových Lázní přes Dolní Polžici a Ovčí vrch zeleně značená turistická trasa. Na severovýchodním úbočí vrchu Krasíkov se na ni napojuje žlutě značená trasa z Černošína.